# Eubulos (Bildhauer)
Eubulos (altgriechisch Εϋβουλος) war ein antiker griechischer Bildhauer, der in der frühen römischen Kaiserzeit in Athen tätig war.
Eubulos ist heute nur noch von einer Signatur auf einer Marmorbasis bekannt. Diese Basis wurde in der Nähe der Propyläen auf der Akropolis von Athen gefunden und war ursprünglich der Untersatz eines Ehrendenkmals. Dieses Ehrendenkmal wurde laut der erhaltenen Inschrift vom Demos der Athener für den Demos der Spartaner aufgestellt.